# مايك هايت
مايك هايت (بالإنجليزية: Mike Haight)‏ هو لاعب كرة قدم أمريكية أمريكي، ولد في 6 أكتوبر 1962 في مانشستر في الولايات المتحدة.

## وصلات خارجية
- مايك هايت على موقع مرجع كرة القدم المحترفة.كوم (الإنجليزية)